# NAIF1
NAIF1 (англ. Nuclear apoptosis inducing factor 1) – білок, який кодується однойменним геном, розташованим у людей на 9-й хромосомі. Довжина поліпептидного ланцюга білка становить 327 амінокислот, а молекулярна маса — 35 164.
| 10         |  | 20         |  | 30         |  | 40         |  | 50         |
| ---------- |  | ---------- |  | ---------- |  | ---------- |  | ---------- |
| MAVPAKKRKM |  | NFSEREVEII |  | VEELELKKHL |  | LVNHFNAGVP |  | LAAKSAAWHG |
| ILRRVNAVAT |  | CRRELPEVKK |  | KWSDLKTEVR |  | RKVAQVRAAV |  | EGGEAPGPTE |
| EDGAGGPGTG |  | GGSGGGGPAV |  | APVLLTPMQQ |  | RICNLLGEAT |  | IISLPSTTEI |
| HPVALGPSAT |  | AAAATVTLTQ |  | IPTETTYHTL |  | EEGVVEYCTA |  | EAPPPLPPET |
| PVDMMAQHAD |  | TSVKPQALKS |  | RIALNSAKLI |  | QEQRVTNLHV |  | KEIAQHLEQQ |
| NDLLQMIRRS |  | QEVQACAQER |  | QAQAMEGTQA |  | ALSVLIQVLR |  | PMIKDFRRYL |
| QSNTANPAPA |  | SDPGQVAQNG |  | QPDSIIQ    |  |            |  |            |

A: Аланін

C: Цистеїн

D: Аспарагінова кислота

E: Глутамінова кислота

F: Фенілаланін

G: Гліцин

H: Гістидин

I: Ізолейцин

K: Лізин

L: Лейцин

M: Метіонін

N: Аспарагін

P: Пролін

Q: Глутамін

R: Аргінін

S: Серин

T: Треонін

V: Валін

W: Триптофан

Задіяний у таких біологічних процесах, як апоптоз, альтернативний сплайсинг. 
Локалізований у ядрі.